# Дялу-Негру
Дялу-Негру (рум. Dealu Negru) — село у повіті Клуж в Румунії. Входить до складу комуни Келецеле.
Село розташоване на відстані 345 км на північний захід від Бухареста, 41 км на захід від Клуж-Напоки.

## Населення
За даними перепису населення 2002 року у селі проживали 463 особи, усі — румуни. Усі жителі села рідною мовою назвали румунську.